# Kamionek (Szczytno)
Kamionek (deutsch Steinberg) ist ein kleiner Ort in der polnischen Woiwodschaft Ermland-Masuren und gehört zur Gmina Szczytno (Landgemeinde Ortelsburg) im Powiat Szczycieński (Kreis Ortelsburg).

## Geographische Lage
Kamionek liegt 150 Meter nördlich des Großen Haussees (polnisch Jezioro Domowe Duże, jetzt auch: Jezioro Długie) am nördlichen Rand der Stadt Szczytno (deutsch Ortelsburg) im Süden der Woiwodschaft Ermland-Masuren.

## Geschichte
Steinberg wurde 1852 gegründet und bestand ursprünglich lediglich aus einem großen Hof. Der „Abbau Steinberg“ war zunächst ein Wohnplatz von Beutnerdorf (polnisch Bartna Strona) im ostpreußischen Kreis Ortelsburg. Im Jahre 1905 zählte er 23 Einwohner in drei Wohnstätten. Beutnerdorf wurde am 1. Juli 1913 in die Stadtgemeinde Ortelsburg eingemeindet, somit war Steinberg bis 1945 ein Teil dieser Stadt.
In Kriegsfolge kam Steinberg 1945 mit dem gesamten südlichen Ostpreußen zu Polen und erhielt die polnische Namensform „Kamionek“. Heute ist der Weiler (polnisch Osada) eine Ortschaft innerhalb der Landgemeinde Szczytno (Ortelsburg) im Powiat Szczycieński (Kreis Ortelsburg), bis 1998 der Woiwodschaft Olsztyn, seither der Woiwodschaft Ermland-Masuren zugehörig.

## Kirche
Als Ort der Stadt Ortelsburg war Steinberg bis 1945 auch kirchlicherseits zur Kreisstadt hin orientiert: zur dortigen evangelischen Kirche innerhalb der Kirchenprovinz Ostpreußen der Kirche der Altpreußischen Union als auch zur dortigen römisch-katholischen Pfarrei innerhalb des damaligen Bistums Ermland. Der kirchliche Bezug von Kamionek zur Stadt Szczytno besteht auch heute noch – innerhalb des jetzigen katholischen Erzbistums Ermland bzw. der Diözese Masuren der Evangelisch-Augsburgischen Kirche in Polen.

## Verkehr
Kamionek liegt an einer Nebenstraße, die von der Stadt Szczytno nach Szczycionek (Sczycionnek, 1938 bis 1945 Waldsee) führt. In der Stadt befindet sich außerdem die nächstgelegene Bahnstation.